# Jan-Willem Gabriëls
Jan-Willem Gabriëls (21 januari 1979) is een Nederlandse roeier. Hij nam tweemaal deel aan de Olympische Spelen en won hierbij in totaal één medaille.
Hij is lid van de Groningse studentenroeivereniging Gyas. In 2004 bereikte hij het hoogtepunt met het winnen van de zilveren medaille als lid van de acht met stuurman tijdens de Olympische Spelen in Athene.
Vanaf 2005 maakte hij deel uit van de nationale Vier zonder Stuurman met Matthijs Vellenga, Geert Cirkel en Gijs Vermeulen. In 2005 behaalde deze ploeg een zilveren medaille op het wereldkampioenschap roeien te Gifu, Japan. Zowel in 2006 (in Eton) als in 2007 (in München) wist de ploeg brons te veroveren tijdens de wereldkampioenschappen. Op 15 juli 2007 wisten zij tijdens de Wereldbeker III in Luzern een gouden medaille te behalen. De boot kwalificeerde zich voor de Olympische Spelen in Peking, maar wist daar de finale niet te halen.

## Palmares

### Roeien (vier zonder stuurman)
- 2005:  WK Gifu - 6:13.23
- 2006:  WK Eton - 5.45,54
- 2007:  WK München - 5.55,49
- 2008: 8e OS - 6.06,37

### Roeien (acht met stuurman)
- 2003: 13e WK Milaan - 5.36,44
- 2004:  OS - 5.43,75

Michiel Bartman · 
Geert-Jan Derksen · 
Gerritjan Eggenkamp · 
Jan-Willem Gabriëls · 
Daniël Mensch · 
Diederik Simon · 
Matthijs Vellenga · 
Gijs Vermeulen · 
Chun Wei Cheung (stuurman)
Geert Cirkel · 
Matthijs Vellenga · 
Jan-Willem Gabriëls · 
Gijs Vermeulen